# Championnats d'Europe de saut d'obstacles 2011
Navigation
Édition précédente Édition suivante
Les championnats d'Europe de saut d'obstacles 2011, trente-et-unième édition des championnats d'Europe de saut d'obstacles, ont eu lieu du 13 au 18 septembre 2011 à Madrid, en Espagne. L'épreuve individuelle est remportée par le Suédois Rolf-Göran Bengtsson et la compétition par équipe par l'Allemagne.